# Dyscia belgicaria
Dyscia belgicaria är en fjärilsart som beskrevs av Jacob Hübner 1825. Dyscia belgicaria ingår i släktet Dyscia och familjen mätare. Inga underarter finns listade i Catalogue of Life.